# Orchidantha foetida
Orchidantha foetida är en enhjärtbladig växtart som beskrevs av Jenjitt. och Kai Larsen. Orchidantha foetida ingår i släktet Orchidantha och familjen Lowiaceae.
Artens utbredningsområde är Thailand. Inga underarter finns listade.